# Jackson Parish
Jackson Parish is een parish in de Amerikaanse staat Louisiana.
De parish heeft een landoppervlakte van 1.476 km² en telt 15.397 inwoners (volkstelling 2000). De hoofdplaats is Jonesboro.

## Bevolkingsontwikkeling

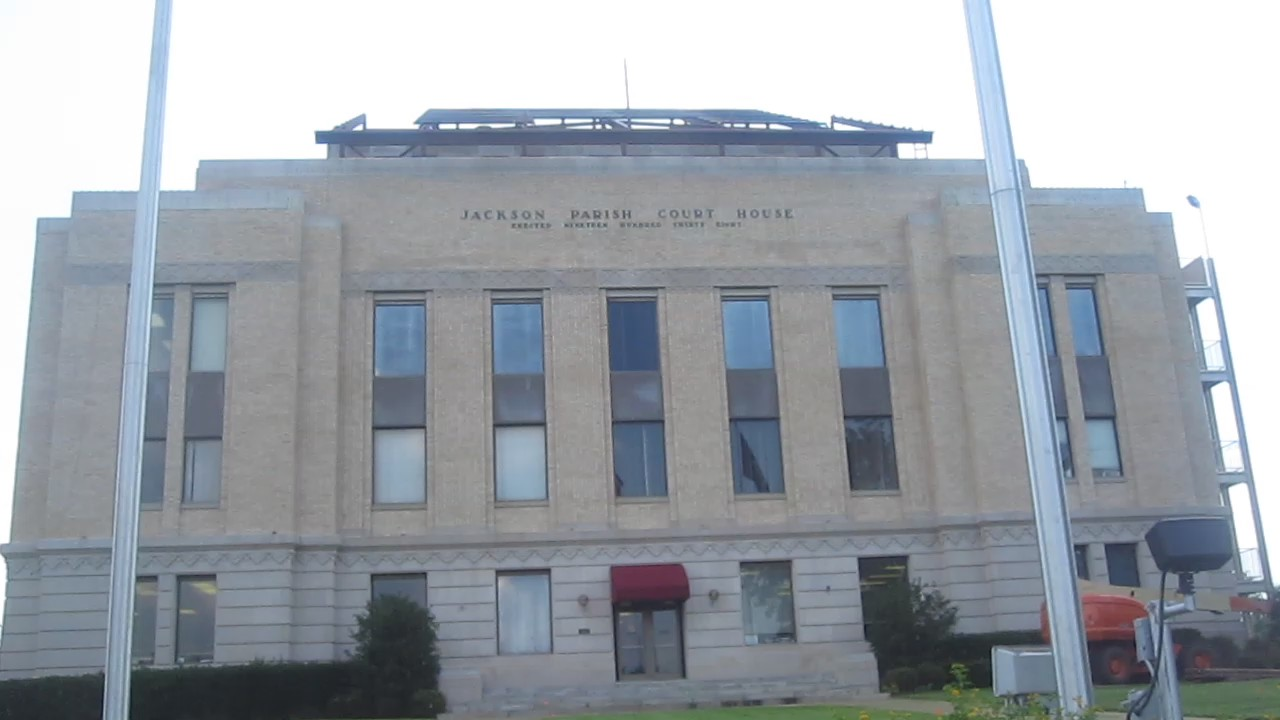
Jackson Parish Courthouse